# Francisco de Gurrea y Aragón
Francisco de Gurrea y Aragón (Pedrola, 6 de diciembre de 1551 - Zaragoza, 11 de junio de 1622) fue un noble español. Era el cuarto hijo de Martín de Gurrea y Aragón (descendiente del rey Juan II de Aragón) y Luisa de Borja. Fue el sexto duque de Villahermosa y el último conde de Ribagorza, títulos que heredó al morir su hermano Fernando. Asimismo fue el primer conde de Luna.
Francisco de Gurrea y Aragón fue el primer conde de Luna, título otorgado por el rey Felipe II a cambio del condado de Ribagorza que su familia había perdido a manos de la Corona en la guerra de Ribagorza. Perdió el ducado de Villahermosa por sentencia del Consejo supremo de Aragón, el 10 de diciembre de 1603, adjudicándolo a su sobrina María Luisa de Aragón y Gurrea.
Fue caballero de la Orden de Calatrava y diputado de Aragón en diversas ocasiones.

## Matrimonios y descendencia
Contrajo matrimonio en primeras nupcias con Leonor Zaporta y Sántangel (m. 1590), hija de Gabriel Zaporta, poderoso financiero aragonés de familia de judeo-conversos, señor de Valmaña por nombramiento directo de Carlos I de España en 1542. El apellido Santángel de Leonor era también de decescendientes judeo-conversos financieros del abuelo de Carlos I, Fernando II de Aragón "el Católico". Nacieron de este enlace:
- Martín de Aragón y Zaporta, que murió en la infancia.
- Juana de Aragón y Zaporta, casó con descendencia con la familia de los marqueses de Alcañices.

Contrajo segundo matrimonio, no menos de 6 años más tarde, o algo después, con Luisa de Alagón y Luna, hermana de Gabriel Blasco de Alagón IV conde de Sástago y de Catalina Martínez de Luna, hija del I conde de Morata de Jalón, fallecida en 1633. Nació:
- Martín de Aragón y Alagón, II conde de Luna.

Contrajo tercer matrimonio con Catalina de Tafalla.
Con una dama zaragozana tuvo un hijo ilegítimo que más tarde reconocería. Se llamaba Martín de Aragón y Tafalla, maestre de Campo del Tercio viejo de Lombardía (1629), y capitán general de la Caballería (1638) en Flandes.
| Predecesor: Fernando de Gurrea y Aragón | Duque de Villahermosa 1592 - 1603 | Sucesor: María Luisa de Aragón y Gurrea        |
| Predecesor: Fernando de Gurrea y Aragón | Conde de Ribagorza 1592 - 1598    | Sucesor: Ninguno (Unión a la Corona de Aragón) |
| Predecesor: Nueva creación              | Conde de Luna 1598 - 1622         | Sucesor: Martín de Aragón y Alagón             |